# Campeonato Nacional de Primera Categoría 1968-69
La temporada 1968-69 del Campeonato Nacional de Primera Categoría, denominada I Campeonato Nacional de Primera Categoría, fue la 6ª temporada de la liga femenina de baloncesto. Se disputó entre 1968 y 1969, culminando con la victoria de CREFF Madrid. Se cambia el sistema de puntuación y se permiten los empates: 3 puntos por victoria, 1 por empate y 0 por derrota.

## Sistema de competición
Primera fase
- Cuatro grupos, dos con 8 equipos y dos con 7, donde juegan todos contra todos los de su grupo a dos vueltas.
- Los dos primeros de cada grupo se clasifican para la Fase de semifinales.

Fase de semifinales
- Dos grupos de 4 equipos cada uno, donde juegan todos contra todos los de su grupo a dos vueltas.
- Los dos primeros de cada grupo se clasifican para la Fase final.

Fase final
- La juegan los dos primeros de cada grupo de semifinales más el campeón de las Islas Canarias.
- Los equipos se encuadran en un único grupo, donde juegan todos contra todos a una vuelta en una sede fija.

## Primera fase

### Grupo A
| Pos. | Equipo               | Pts. | PJ | G  | E | P  | GF  | GC  | Dif. | Clasificación o descenso         |
| ---- | -------------------- | ---- | -- | -- | - | -- | --- | --- | ---- | -------------------------------- |
| 1    | Tabacalera La Coruña | 33   | 12 | 11 | 0 | 1  | 879 | 365 | +514 | Clasifican a la Fase semifinales |
| 2    | Medina La Coruña     | 30   | 12 | 10 | 0 | 2  | 587 | 358 | +229 | Clasifican a la Fase semifinales |
| 3    | Estudiantes Vigo     | 24   | 12 | 8  | 0 | 4  | 492 | 504 | −12  |                                  |
| 4    | Medina Valladolid    | 18   | 12 | 6  | 0 | 6  | 479 | 437 | +42  |                                  |
| 5    | Liceo Marítimo       | 9    | 12 | 3  | 0 | 9  | 324 | 483 | −159 |                                  |
| 6    | Medina Salamanca     | 9    | 12 | 3  | 0 | 9  | 387 | 655 | −268 |                                  |
| 7    | Medina Mieres        | 3    | 12 | 1  | 0 | 11 | 272 | 620 | −348 |                                  |

 Fuente: BRD

### Grupo B
| Pos. | Equipo                       | Pts. | PJ | G  | E | P  | GF  | GC  | Dif. | Clasificación o descenso         |
| ---- | ---------------------------- | ---- | -- | -- | - | -- | --- | --- | ---- | -------------------------------- |
| 1    | CREFF Madrid                 | 42   | 14 | 14 | 0 | 0  | 794 | 351 | +443 | Clasifican a la Fase semifinales |
| 2    | GE Standard                  | 30   | 14 | 10 | 0 | 4  | 477 | 465 | +12  | Clasifican a la Fase semifinales |
| 3    | Vizcaya Educación y Descanso | 21   | 14 | 7  | 0 | 7  | 601 | 543 | +58  |                                  |
| 4    | Medina San Sebastián         | 21   | 14 | 7  | 0 | 7  | 538 | 480 | +58  |                                  |
| 5    | Conservatorio Bilbao         | 21   | 14 | 7  | 0 | 7  | 473 | 497 | −24  |                                  |
| 6    | ENEFF Pamplona               | 18   | 14 | 6  | 0 | 8  | 445 | 518 | −73  |                                  |
| 7    | Medina Logroño               | 9    | 14 | 3  | 0 | 11 | 373 | 639 | −266 |                                  |
| 8    | Sedano Westinghouse          | 6    | 14 | 2  | 0 | 12 | 416 | 624 | −208 |                                  |

 Fuente: BRD

### Grupo C
| Pos. | Equipo            | Pts. | PJ | G  | E | P  | GF  | GC  | Dif. | Clasificación o descenso         |
| ---- | ----------------- | ---- | -- | -- | - | -- | --- | --- | ---- | -------------------------------- |
| 1    | C. D. Mataró      | 37   | 14 | 12 | 1 | 1  | 777 | 438 | +339 | Clasifican a la Fase semifinales |
| 2    | Joventut Badalona | 36   | 14 | 12 | 0 | 2  | 710 | 399 | +311 | Clasifican a la Fase semifinales |
| 3    | Picadero J. C.    | 33   | 14 | 11 | 0 | 3  | 771 | 446 | +325 |                                  |
| 4    | Real Zaragoza     | 20   | 14 | 6  | 2 | 6  | 552 | 542 | +10  |                                  |
| 5    | CREFF Gerona      | 18   | 14 | 6  | 0 | 8  | 573 | 565 | +8   |                                  |
| 6    | Club Cervera      | 10   | 14 | 3  | 1 | 10 | 463 | 748 | −285 |                                  |
| 7    | Medina Castellón  | 9    | 14 | 3  | 0 | 11 | 524 | 694 | −170 |                                  |
| 8    | Medina Tarragona  | 3    | 14 | 1  | 0 | 13 | 272 | 810 | −538 |                                  |

 Fuente: BRD

### Grupo D
| Pos. | Equipo          | Pts. | PJ | G  | E | P  | GF  | GC  | Dif. | Clasificación o descenso         |
| ---- | --------------- | ---- | -- | -- | - | -- | --- | --- | ---- | -------------------------------- |
| 1    | Medina Madrid   | 36   | 12 | 12 | 0 | 0  | 585 | 338 | +247 | Clasifican a la Fase semifinales |
| 2    | Medina Granada  | 25   | 12 | 8  | 1 | 3  | 427 | 411 | +16  | Clasifican a la Fase semifinales |
| 3    | Dimar Valencia  | 22   | 12 | 7  | 1 | 4  | 529 | 409 | +120 |                                  |
| 4    | Medina Valencia | 21   | 12 | 7  | 0 | 5  | 389 | 370 | +19  |                                  |
| 5    | DEFF Madrid     | 12   | 12 | 4  | 0 | 8  | 408 | 490 | −82  |                                  |
| 6    | Medina Málaga   | 9    | 12 | 3  | 0 | 9  | 318 | 419 | −101 |                                  |
| 7    | Club Pineda     | 0    | 12 | 0  | 0 | 12 | 317 | 536 | −219 |                                  |

 Fuente: BRD

## Fase semifinales

### Grupo A
| Pos. | Equipo                 | Pts. | PJ | G | E | P | GF  | GC  | Dif. | Clasificación o descenso   |
| ---- | ---------------------- | ---- | -- | - | - | - | --- | --- | ---- | -------------------------- |
| 1    | CREFF Madrid           | 15   | 6  | 5 | 0 | 1 | 330 | 200 | +130 | Clasifican a la Fase final |
| 2    | Tabacalera La Coruña   | 12   | 6  | 4 | 0 | 2 | 272 | 191 | +81  | Clasifican a la Fase final |
| 3    | Club Joventut Badalona | 9    | 6  | 3 | 0 | 3 | 208 | 265 | −57  |                            |
| 4    | Medina Granada         | 0    | 6  | 0 | 0 | 6 | 159 | 313 | −154 |                            |

 Fuente: BRD

### Grupo B
| Pos. | Equipo           | Pts. | PJ | G | E | P | GF  | GC  | Dif. | Clasificación o descenso   |
| ---- | ---------------- | ---- | -- | - | - | - | --- | --- | ---- | -------------------------- |
| 1    | C. D. Mataró     | 15   | 6  | 5 | 0 | 1 | 247 | 173 | +74  | Clasifican a la Fase final |
| 2    | Medina La Coruña | 12   | 6  | 4 | 0 | 2 | 247 | 207 | +40  | Clasifican a la Fase final |
| 3    | Medina Madrid    | 9    | 6  | 3 | 0 | 3 | 235 | 211 | +24  |                            |
| 4    | GE Standard      | 0    | 6  | 0 | 0 | 6 | 136 | 274 | −138 |                            |

 Fuente: BRD

## Fase final
La Fase final se disputó en Madrid entre el 23 y el 27 de abril.
| Pos. | Equipo               | Pts. | PJ | G | E | P | GF  | GC  | Dif. | Clasificación o descenso |       | CRE   | MED   | TAB   | MAT   | DIS   |
| ---- | -------------------- | ---- | -- | - | - | - | --- | --- | ---- | ------------------------ | ----- | ----- | ----- | ----- | ----- | ----- |
| 1    | CREFF Madrid         | 12   | 4  | 4 | 0 | 0 | 249 | 124 | +125 | Campeón                  |       | —     | 60–39 | 50–32 | 54–20 | –     |
| 2    | Medina La Coruña     | 6    | 4  | 2 | 0 | 2 | 143 | 145 | −2   |                          |       | –     | —     | –     | 36–23 | 38–25 |
| 3    | Tabacalera La Coruña | 6    | 4  | 2 | 0 | 2 | 178 | 156 | +22  |                          | –     | 37–30 | —     | 40–47 | 69–29 |       |
| 4    | C. D. Mataró         | 6    | 4  | 2 | 0 | 2 | 139 | 168 | −29  |                          | –     | –     | –     | —     | 49–38 |       |
| 5    | CB Disa              | 0    | 4  | 0 | 0 | 4 | 125 | 241 | −116 |                          | 33–85 | –     | –     | –     | —     |       |

 Fuente: BRD

## Postemporada
- Campeonas del Campeonato Nacional de Primera Categoría 1968-69: CREFF Madrid (5º título).
- Clasificadas para Copa de Europa 1969-70: CREFF Madrid.